# Becchara Palmer
Becchara Palmer (* 18. Juni 1988 in Adelaide) ist eine australische Beachvolleyballspielerin. Sie wurde mehrere Male Meisterin ihres Heimatlandes im Sand.

## Karriere
Palmer wurde 2003 von Talentsuchern entdeckt. Ihren ersten internationalen Auftritt hatte sie bei der Jugend-Weltmeisterschaft 2005 in Saint-Quay-Portrieux, als sie mit Alice Rohkamper den neunten Platz belegte. Bei der Junioren-WM 2006 in Mysłowice gelang den beiden Australierinnen das gleiche Ergebnis. Bei der Jugend-WM desselben Jahres in Bermuda gewannen sie den Titel. 2007 spielte Palmer zunächst einige Open-Turniere mit Eileen Romanowski, bevor sie wieder mit Rohkamper zusammenkam und mit ihr das Finale der Junioren-WM in Modena erreichte. Gold in Bermuda und Silber in Modena waren bislang die einzigen Medaillen in Nachwuchswettbewerben für Australien. Im folgenden Jahr wurden sie in Brighton Fünfte. Anfang 2008 bildete Palmer bereits ein neues Duo mit Heike Jensen. Palmer/Jensen qualifizierten sich für die WM 2009 in Stavanger. Dort gewannen sie allerdings nur einen Satz und schieden nach der Vorrunde aus.
Beim Grand Slam in Marseille spielte Palmer erstmals mit Louise Bawden. Wenig später kamen Bawden/Palmer ins Finale des Open-Turniers in Stare Jabłonki und auf den fünften Rang der Kristiansand Open. Zu Beginn des Jahres 2010 gewannen sie die nationale Meisterschaft. Ihren Titel konnten sie in den beiden folgenden Spielzeiten verteidigen. Auf der World Tour 2010 waren zwei neunte Plätze bei den Marseille Open und beim Grand Slam in Stare Jabłonki ihre besten Ergebnisse.
Die gleichen Resultate erzielten sie zu Beginn der Saison 2011 bei den Open-Turnieren in Brasília und Shanghai. Bei der WM 2011 in Rom kamen sie ohne Satzverlust als Gruppensieger in die KO-Phase. Nach einem Sieg in der ersten Hauptrunde gegen ein chinesisches Duo mussten sie sich im Achtelfinale in drei Sätzen den Tschechinnen Klapalová/Háječková geschlagen geben und belegten auch hier den neunten Platz. Im gleichen Jahr erreichten Bawden/Palmer bei der kontinentalen Meisterschaft der AVC den fünften Rang. 2012 erzielten sie einen fünften Platz in Sanya und drei neunte Plätze. Nach dem Vorrundenaus bei den Olympischen Spielen in London trennten sie sich.
Mit Zina Stone spielte Becchara Palmer von Ende 2013 bis Ende 2014 zusammen. Anfang 2015 siegte sie mit Taliqua Clancy beim zweiten Turnier der australischen Beachserie der Saison. Beim dritten Wettbewerb dieser Veranstaltungsreihe, der gleichzeitig als Landesmeisterschaft ausgeschrieben war, gewann sie mit Mariafe Artacho ihren nächsten australischen Titel. Anschließend trat sie in der Zeit bis 2017 mit verschiedenen Partnerinnen bei weiteren Veranstaltungen an. Von 2019 bis 2021 bildete Palmer ein Duo mit Nicole Laird, mit der sie das FIVB 3-Sterne Turnier in Sydney als Siegerin beendete und ins Halbfinale der heimischen Beachchampionships einzog. Eine Spielzeit später standen die beiden zum ersten Mal bei dieser Veranstaltung gemeinsam auf der obersten Stufe des Podiums und 2021 erkämpften sie noch einmal die Finalteilnahme.